# نورثرن تیبل لندز
نورثرن تیبل لندز یا فلات شمالی (به انگلیسی: Northern Tablelands) ناحیه‌ای واقع در ایالت نیو ساوت ولز در استرالیا می‌باشد.